# Agustín de Escalada Iriondo
El Dr. Agustín María de Escalada Iriondo (Ciudad de Buenos Aires, 8 de marzo de 1908-San Miguel de Tucumán, 29 de abril de 1998) fue un jurisconsulto, catedrático universitario y magistrado argentino, que se desempeñó como director y/o administrador en distintas reparticiones estatales. También fue escribano público, historiador y genealogista.

## Biografía

### Familia
Nació en la ciudad de Buenos Aires, el 8 de marzo de 1908, hijo de Laura de Iriondo Iturraspe y de Miguel Escalada Pujol. Contrajo matrimonio en Salta, en 1947 con Yolanda Molina Leguizamón (Córdoba, 1925, tataranieta de Juan Galo Leguizamón), siendo sus hijos Patricia, Agustina, Alejandra, Miguel y Matías de Escalada Molina.

### Estudios
Residió desde los 3 años en la ciudad de Génova, donde comenzó sus estudios primarios (su padre era el Cónsul General de Argentina en el Reino de Italia). Al fallecer éste en 1918, su familia regresó a su país natal. Completó sus estudios secundarios en el Colegio del Salvador, de la capital argentina. En 1933 egresó de la Universidad Nacional de Santa Fe con el título de Escribano Público Nacional. En 1962, se graduó de Abogado en la Facultad de Derecho y Ciencias Sociales de la Universidad Nacional de Tucumán.

### Actividad laboral y docente
A partir de 1934, actuó en la Capital Federal como Escribano adscripto de Registro, Jefe del Registro Civil y posteriormente, en 1941, Secretario General de la Dirección General de Escuelas de la provincia de Buenos Aires. En 1943 fue designado Interventor de la Dirección General de Rentas de la provincia de Salta por el Interventor Nacional de esa provincia, General de Brigada (R) Dr. José Morales Bustamante. A partir de entonces, fijó allí su residencia. Posteriormente fue director del Registro Inmobiliario de la provincia de Salta. Ingresó en el Poder Judicial provincial, donde fue sucesivamente Secretario de Juzgado Penal, Secretario de Juzgado Civil, Defensor de Menores, Fiscal Civil y Comercial, Juez de Paz letrado, Juez Correccional y Camarista del Crimen. Como docente, fue profesor titular de la cátedra de Derecho Político de la Universidad Católica de Salta desde 1980.

### Historia y Genealogía
Como historiador y genealogista, publicó numerosos trabajos de investigación y perteneció a diversas entidades, entre ellas: Caballero Hidalgo a Fuero de España, cuya carta de Hidalguía suscribiera Cristóbal Colón y Carvajal, Duque de Veragua. Vocal de la Junta Argentina de Hidalgos a Fuero de España. Miembro fundador y Presidente del Instituto de Genealogía y Numismática de Salta. Miembro Correspondiente en Salta del Centro Argentino de Investigaciones de Historia y del Instituto Argentino de Ciencias Genealógicas. Miembro del Instituto Sanmartiniano de Salta. Miembro de Número del Centro de estudios genealógicos de Tucumán. 
Falleció en San Miguel de Tucumán a los 90 años el 29 de abril de 1998 y sus restos fueron inhumados en San Lorenzo, Salta.